# 信長の野望・戦国群雄伝
『信長の野望・戦国群雄伝』（のぶながのやぼう・せんごくぐんゆうでん）は、1988年12月に日本の光栄から発売されたPC-88SR用歴史シミュレーションゲーム。「群雄伝」とも略される。
同社の『信長の野望シリーズ』第3作目。日本の戦国時代を舞台に、様々な戦国大名を操作して全国統一を果たす事を目的としている。基本的なシステムは前作から引き継いでおり、新たに配下武将の存在や戦闘時の昼夜の概念、篭城戦などが追加された。
開発は光栄が行い、プロデューサーはシブサワ・コウ、音楽は前作に引き続き菅野よう子が担当した他、一部の曲は『維新の嵐』（1988年）を手掛けた山本光男が担当している。
1989年には様々な日本国産パソコン機種に移植され、1990年にはファミリーコンピュータ、1998年にはPlayStation、セガサターンなどの家庭用ゲーム機に移植された。
1999年には、本作をベースとしたゲームボーイカラー用ソフト『信長の野望 ゲームボーイ版2』（1999年）が発売された。また、北米においてはPC/AT互換機用ソフトとして『Nobunaga's Ambition II』のタイトルで発売された。2001年にはコーエー定番シリーズの1作としてWindowsにてリメイク版が発売された他、『コーエー25周年記念パックVol.4』（2003年）にはPC-9801版が収録された。2007年には携帯電話ゲームとして配信された。

## ゲーム内容

### システム
戦国大名を選び、全ての国を攻め取り、全国統一を目指すゲームである。
プレーヤーは戦略コマンドと戦争コマンドを選択してゲームを進めていく。
戦略コマンドには「移動」「開発」「取引」「情報」「人事」「外交」「謀略」「軍事」「機能」がある。
戦争コマンドには、「移動」「攻撃」「待機」「退却」「情報」「伝令」がある。
前作からの改良点は第一に、後のシリーズでは標準ルールとなる、配下武将の概念ができた。全国で約400人の実在武将が各地で大名の下に配置され、各武将の行動力パラメーターが規定値に達すると、各武将に何回でもコマンドを実行させることが出来る。ただし、行動力の回復は毎月武将の政治力の30％ずつ（最高200）なので武将の政治力の高さは重要である。次に、戦闘の野戦に「朝、昼、夜」の概念ができ、夜には敵部隊に夜襲を仕掛けることもできるようになった。さらには篭城戦も登場した。
また、前作同様、歴史イベントとして「本能寺の変」を発生させることができた。隠しイベントであり、本能寺の変イベントはその後のシリーズにも収録される定番イベントの一種になった。また、強大な勢力を持った大名に幕府より追討令が発せられることもある。
前作に比べてBGMの数も増えており、織田信長専用のBGM（通常時、戦闘時とも）も用意されている。一般大名のメインテーマや機能コマンドのテーマなど、その後のシリーズでもアレンジされて繰り返し使用されている曲もある。
内政のコマンドも幅が増え、戦闘に徹して領土拡張するか、内政をじっくりやるかプレイヤーの自由度は大きくなった。このようにシリーズ初となった要素が多かった今作だが、登場する舞台が関東から中国・四国地方までになっており、東北や九州が省略されているために伊達氏や島津氏などは登場していない（ただしFC版以降に発売された機種では、伊達氏出身の伊達成実が浪人として登場している）。

### 配下武将の登場
本作以降の作品より大名だけではなく、配下武将も登場するようになった。だが武将の顔グラフィックは、専用のものが用意されているのは大名と各地の有名武将のみであった。それ以外の武将は、幾つかパターンが用意されている物に、髭を足したり目つきを変えたりして区別していた（いわゆるモンタージュ顔）。パソコン版は機種によって解像度が違うため、顔グラフィックに200ライン用（PC-88、MSX2など）と400ライン用（PC-98、X68000など）があり顔つきが若干異なる（攻略本では400ライン用のものが掲載されている）。石田三成、前田利家、黒田官兵衛など一部の武将の顔は400ライン用では全面的に作り直されている。同じ武将でも機種によって専用グラフィックが用意されている（裏を返せばモンタージュ顔になっている）場合もある。
配下武将の登場により、大名死亡時に後継者に引き継いでプレイ続行することが可能になった。前作（全国版）では大名が死亡するとゲームオーバーであったが、今作では配下武将の中から任意の武将を後継大名とすることができる。後の作品では前大名の血縁者でないと後継できないシステムのものもあるが、今作では配下武将であれば誰でも後継者にできる。ただし、後継できるのは2回まで（初期大名から数えて3代目まで）という制限がある。死亡武将に振り分けられていた兵士は消滅する（大名の死亡で兵数の少ない武将が跡継ぎになり、次ターンで攻め込まれ滅亡、というパターンがよく見られる）というシステム上の欠点があるが、後年になって発売した機種では死亡時に兵士の再編成画面に自動移行するようになった。
戦闘時の兵種は騎馬、足軽、鉄砲の3種で各武将の兵種は最初から決まっており、変更はできない。シナリオ開始時の大名の兵種は基本的に「騎馬」だが、鈴木佐大夫（鉄砲）や本願寺光佐（足軽）といった例外も存在する。また、シナリオ1とシナリオ2では兵種が違う武将も一部存在する（例えば羽柴秀吉はシナリオ1では足軽だがシナリオ2では騎馬である）。
一国の統治には必ず武将が1人必要で、武将を配置しない国は空白地となるため、武将の頭数が足りないとクリアできない。これを補うため、PC版の一部機種では武将が1人死亡するごとに架空の武将を自動生成するシステムがあった。しかし、実在武将と区別が付かなくなるおそれがあるうえに、容量の都合などからファミリーコンピュータ版などはこの仕様は削除された。代わりにゲーム開始時は未成年だが、しばらく経つと元服する武将が何人か追加された。後の作品では武将の寿命が史実より長く調整されていたり、家宝などにより寿命を延ばすことが出来るが、本作では史実において亡くなった年（死亡理由が殺害や自害の場合、あるいは大名は除く）の3月に自動的に死亡するようになっている。
武将のパラメータについては「政治」「戦闘」「魅力」「野望」の4つである。政治力と戦闘力を合計した数値が150を超えている武将はその国の軍師と位置づけられ、コマンド実行時に助言をしてくれる。ただし助言の的中率は政治力が高い武将のほうが高い。戦闘では1対1でしか部隊同士が対峙できない。
武将の評価については、織田軍を何度も撃退し活躍した赤井直正（本作では「荻野直正」名義）や「姉川十一段崩し」の逸話で有名な磯野員昌といった猛将らが戦闘の低い凡将として扱われているなど、後のシリーズに比べると史実やそれを元にした創作物からかけ離れたものが見られる。また武将以外にも、史実では難攻不落と言われた城が、ゲーム上では極めて攻略しやすい城であったり（七尾城など）し、後に出版された次作『武将風雲録』の攻略本にて、七尾城の主であった畠山義綱に「『群雄伝』は余りにもわしを馬鹿にしている。軍神といわれた謙信さえも落しあぐねたのだぞ」と述べさせている。
信長や信玄など有名武将が斬られる時には独自の台詞を吐く。

### 本能寺の変
「山城国に信長がおり、兵を少数しか持っていない」「丹波国に明智光秀および明智秀満がいる」の2条件が重なるとランダムで本能寺の変が起こる（PC-88版では後者が「丹波国もしくは近江国に明智光秀がいる」という条件になっている）。
後作では一部を除き、本能寺の変イベントが発生すると信長（作品によっては信忠、森蘭丸なども）が必ず死亡するが、戦国群雄伝では籠城画面になり、信長を操作して1か月間逃げきるか城防御度を上げて光秀を撃退すれば信長は死なず、代わりに光秀と秀満は浪人となる。

## 他機種版

### 一覧
| No. | タイトル                                      | 発売日                 | 対応機種                                 | 開発元         | 発売元         | メディア                                              | 型式                                                          | 備考            | Ref.                    |
| --- | --------------------------------------------- | ---------------------- | ---------------------------------------- | -------------- | -------------- | ----------------------------------------------------- | ------------------------------------------------------------- | --------------- | ----------------------- |
| 1   | 信長の野望・戦国群雄伝                        | 1989年3月              | PC-9801                                  | 光栄           | 光栄           | 5インチフロッピーディスク 3.5インチフロッピーディスク | NFKN14024 (5") NHKN15003 (3.5") NHKN15004 (3.5")              |                 |                         |
| 2   | 信長の野望・戦国群雄伝                        | 1989年3月              | X1turbo                                  | 光栄           | 光栄           | 5インチフロッピーディスク                             | SJKN11006                                                     |                 |                         |
| 3   | 信長の野望・戦国群雄伝                        | 1989年8月              | MSX2                                     | 光栄           | 光栄           | フロッピーディスク ロムカセット                       | MXKN12007 (FD) MXKN12008 (FD) MXKN12009 (ROM) MXKN12010 (ROM) |                 |                         |
| 4   | 信長の野望・戦国群雄伝                        | 1989年11月             | FM77AV                                   | 光栄           | 光栄           | フロッピーディスク                                    | FUKN19007                                                     |                 |                         |
| 5   | 信長の野望・戦国群雄伝                        | 1989年12月8日          | X68000                                   | 光栄           | 光栄           | 5インチフロッピーディスク                             | SJKN13007 SJKN13008                                           |                 |                         |
| 6   | 信長の野望・戦国群雄伝                        | 1989年12月             | FM-TOWNS                                 | 光栄           | 光栄           | CD-ROM                                                | FWKN14001                                                     |                 |                         |
| 7   | Nobunaga's Ambition II                        | 1989年                 | PC/AT互換機                              | 光栄           | 光栄           | フロッピーディスク                                    | -                                                             |                 |                         |
| 8   | 信長の野望・戦国群雄伝 Nobunaga's Ambition II | 1990年2月3日 1991年4月 | ファミリーコンピュータ                   | 光栄           | 光栄           | 3メガビット+64キロRAMロムカセット                     | KOE-NU NES-NU-USA                                             |                 |                         |
| 9   | 信長の野望・戦国群雄伝                        | 1990年12月             | 98NOTE J-3100                            | 光栄           | 光栄           | フロッピーディスク                                    | -                                                             |                 |                         |
| 10  | 信長の野望・戦国群雄伝                        | 1998年3月7日           | PlayStation                              | 光栄           | 光栄           | CD-ROM                                                | SLPS-01247                                                    |                 |                         |
| 11  | 信長の野望・戦国群雄伝                        | 1998年4月9日           | セガサターン                             | 光栄           | 光栄           | CD-ROM                                                | T-7658G                                                       |                 |                         |
| 12  | 信長の野望 ゲームボーイ版2                    | 1999年4月9日           | ゲームボーイカラー                       | コーエー       | コーエー       | ロムカセット                                          | DMG-AGYJ                                                      |                 |                         |
| 13  | コーエー定番シリーズ 信長の野望・戦国群雄伝   | 2001年2月16日          | Windows                                  | コーエー       | コーエー       | CD-ROM                                                | -                                                             | リメイク版      |                         |
| 14  | コーエー25周年パックVol.4                     | 2003年10月24日         | Windows 98 - XP                          | コーエー       | コーエー       | CD-ROM                                                | -                                                             | PC-9801版の移植 | [ 2 ] [ 3 ] [ 4 ] [ 5 ] |
| 15  | 信長の野望・戦国群雄伝                        | 2007年1月22日          | FOMA900i/703iシリーズ F702iD （iアプリ） | コーエー       | コーエー       | ダウンロード                                          | -                                                             |                 | [ 6 ] [ 7 ] [ 8 ]       |
| 16  | 信長の野望・戦国群雄伝                        | 2007年4月2日           | Yahoo!ケータイ （S!アプリ）              | コーエー       | コーエー       | ダウンロード                                          | -                                                             |                 | [ 9 ]                   |
| 17  | 信長の野望・戦国群雄伝                        | 2007年6月28日          | BREW対応端末 （EZアプリ）                | コーエー       | コーエー       | ダウンロード                                          | -                                                             |                 | [ 10 ] [ 11 ] [ 12 ]    |
| 18  | シブサワ・コウ アーカイブスパック Vol.3       | 2017年2月22日          | Windows                                  | コーエーテクモ | コーエーテクモ | ダウンロード (Steam)                                  | -                                                             |                 | [ 13 ] [ 14 ] [ 15 ]    |

### 信長の野望 ゲームボーイ版2
前作『信長の野望 ゲームボーイ版』と比べると、登場武将は400人と一気に増え、シナリオも1560年「群雄割拠」、1582年「信長の野望」の2つから選べるようになった。登場する武将の顔グラフィックは主に『信長の野望・天翔記』のものが使われている。また、前作では2人プレイをするにはゲームボーイ本体・カートリッジがそれぞれ2つずつと通信ケーブルが必要であったが、本作では自分の担当大名のターンが回ってきた際に1セットのゲームボーイ本体・カートリッジを交互に回しあうことで遊べるようになっている。
武将が謀略を仕掛け、その結果捕らえられると、1度目は解放されるものの、2度目以降は斬首されることが頻発するため、中盤以降空白国が目立つことになる（大名が仕掛けて首を切られる）仕様があった。
本作のベースとなっている『戦国群雄伝』と同じく「山城国に信長がおり、少数の兵しかいない」「丹波国に明智光秀と明智秀満がいる」の2つの条件を満たすと、一定の確率で本能寺の変イベントが発生することがある。

## 音楽
サウンドトラック
- 信長の野望・戦国群雄伝 H29E-20001
- 光栄オリジナルBGM集Vol.2 信長の野望・戦国群雄伝/水滸伝・天命の誓い H27E-20008

## 評価
ファミリーコンピュータ版
ゲーム誌『ファミコン通信』の「クロスレビュー」では合計29点（満40点）、ゲーム誌『ファミリーコンピュータMagazine』の読者投票による「ゲーム通信簿」での評価は以下の通りとなっており、21.84点（満30点）となっている。
| 項目 | キャラクタ | 音楽 | 操作性 | 熱中度 | お買得度 | オリジナリティ | 総合  |
| 得点 | 3.91       | 3.76 | 3.59   | 4.08   | 2.91     | 3.59           | 21.84 |
PlayStation版
ゲーム誌『ファミ通』の「クロスレビュー」では合計26点（満40点）となっている。
セガサターン版
ゲーム誌『ファミ通』の「クロスレビュー」では合計24点（満40点）となっている。
ゲームボーイカラー版
ゲーム誌『ファミ通』の「クロスレビュー」では合計25点（満40点）となっている。